# Эллиот-Мюррей-Кининмонд, Гилберт, 2-й граф Минто
Гилберт Эллиот-Мюррей-Кининмонд, 2-й граф Минто (англ. Gilbert Elliot-Murray-Kynynmound, 2nd Earl of Minto; 16 ноября 1782 — 31 июля 1859) — британский политик и дипломат. Он носил титул учтивости — виконт Мелгунд с 1813 по 1814 год.

## Происхождение и образование
Родился 16 ноября 1782 года. Старший сын Гилберта Эллиота-Мюррея-Кининмаунда, 1-го графа Минто (1751—1814), и Энн Мэри, дочери сэра Джорджа Амьянда, 1-го баронета. Он получил образование в Итоне, колледже Святого Иоанна в Кембридже и Эдинбургском университете.

## Дипломатическая и политическая карьера
Лорд Минто был избран в Палату общин от Эшбертона (Девон) в 1806 году, это место он занимал до 1807 года, а затем представлял Роксбургшир в 1812—1814 годах. Он скептически относился к принцу-регенту и его правительству. В 1814 году он сменил своего отца на графстве и занял свое место в Палате лордов. Он был принят в Тайный совет Великобритании в 1832 году.
С 1832 по 1834 год он был послом в Пруссии. В 1835 году он был назначен Первым лордом Адмиралтейства при лорде Мельбурне, этот пост он занимал до 1841 года, а позже служил лордом-хранителем печати в правительстве под руководством лорда Джона Рассела с 1846 по 1852 год. В юности Гилберт Эллиот уехал на Корсику, где находился его отец, вице-король, и он полюбил Италию. Он служил специальным посланником в Швейцарии, Сардинии, Тоскане, Риме, Сицилии в 1847—1848 годах. Его влияние в партии вигов было отчасти потому, что его дочь, леди Фрэнсис, была женой лорда Джона Рассела.

## Семья
4 сентября 1806 года лорд Минто женился на Мэри Брайдон (? — 21 июля 1853), дочери шотландского путешественника Патрика Брайдона и Мэри Робертсон. У них было как минимум пять сыновей и пять дочерей. Леди Минто умерла в июле 1853 года. Лорд Минто пережил её на шесть лет и умер в июле 1859 года в возрасте 75 лет. Графство ему наследовал его старший сын Уильям.
- Леди Шарлотта Эллиот-Мюррей-Кининмонд (? — 3 июня 1899), вышла замуж за депутата от консерваторов Мелвилла Портала.
- Гарриет Энн Гертруда Эллиот-Мюррей-Кининмонд (? — 9 февраля 1855)
- Уильям Эллиот-Мюррей-Кининмонд, 3-й граф Минто (19 марта 1814 — 17 марта 1891)
- Леди Мэри Элизабет Эллиот-Мюррей-Кининмонд (ок. 1815 — 10 апреля 1874), вышла замуж за Ральфа Аберкромби, 2-го барона Длнфермлина. У них была дочь, вышедшая замуж за брата Куттса Троттера.
- Достопочтенный Сэр Генри Эллиот-Мюррей-Кининмонд (30 июня 1817 — 30 марта 1907), дипломат.
- Сэр Чарльз Эллиот-Мюррей-Кининмонд (12 декабря 1818 — 21 мая 1895), адмирал флота[3] .
- Фрэнсис Анна Мария Эллиот-Мюррей-Кининмонд (ок. 1820 — 17 января 1898), вышла замуж за Джона Рассела, впоследствии премьер-министра.
- Достопочтенный Джордж Фрэнсис Эллиот-Мюррей-Кининмонд (9 октября 1822 — 14 февраля 1901), адвокат. Умер незамужним.
- Леди Элизабет Амелия Джейн Эллиот-Мюррей-Кининмонд (ок. 1823 — 18 января 1892), вышедшая замуж за подполковника Фредерика Ромилли, сын Сэмюэля Ромилли.
- Подполковник Достопочтенный Гилберт Эллиот-Мюррей-Кининмонд (23 мая 1826 — 25 мая 1865), который женился на Кэтрин Энн Гилберт, дочери Ашерста Гилберта, епископа Чичестера.